# SN 2003hp
SN 2003hp – supernowa typu Ic odkryta 25 sierpnia 2003 roku w galaktyce UGC 10942. W momencie odkrycia miała maksymalną jasność 18,40m.